# María Fernanda Mackenna
María Fernanda Mackenna Cooper (née le 2 décembre 1986 à Santiago) est une athlète chilienne, spécialiste du sprint.
Elle détient les records chiliens du 400 m (en 53 s 13 le 14 avril 2018), relais 4 x 100 et relais 4 x 400 m.